# Hydrellia victoria
Hydrellia victoria är en tvåvingeart som beskrevs av Cresson 1932. Hydrellia victoria ingår i släktet Hydrellia och familjen vattenflugor. Inga underarter finns listade i Catalogue of Life.